# 호쿠에이정
호쿠에이정(일본어: 北栄町)은 일본 돗토리현 중부에 있는 도하쿠군의 정이다.

## 지리
돗토리현 중부에 위치하고 동해와 접한다. 하천은 정의 중심 근처를 흐르는 유라강과 동단을 흐르는 덴진강이 있다.

### 인접한 자치체
- 구라요시시
- 도하쿠군 고토우라정, 유리하마정

## 역사
- 2005년 10월 1일 - 도하쿠군 호조정·다이에이정이 합병해 성립하였다.
- 2016년 10월 21일 - 돗토리현 중부에 M6.6의 지진이 발생하였다. 호쿠에이정에선 진도6을 관측하였다.

## 관광
만화 《명탐정 코난》으로 알려진 만화가 아오야마 고쇼의 출신지이다.
- 아오야마 고쇼 후루사토관
- 휴게소 다이에이
- 미치노에키 기타코엔
- 돗토리번 오다이바 유적 - 국가사적
- 역사문화학습관
- 레이크사이드 다이에이
- 蜘ヶ家山山菜の里
- 수박 · 참마 건강 마라톤
- 설날 마라톤
- 호쿠에이 모래 언덕축제 (8월 세번째 일요일 · 네번째 일요일 중 하나)

## 교통

### 철도
- 서일본 여객철도 산인 본선

### 도로
- 호조쿠라요시 도로(일본어판)
- 국도 9호선
- 국도 제313호선 (일본)(일본어판)